# Cladochaeta neoinversa
Cladochaeta neoinversa är en tvåvingeart som beskrevs av David Grimaldi och Nguyen 1999. Cladochaeta neoinversa ingår i släktet Cladochaeta och familjen daggflugor. Inga underarter finns listade i Catalogue of Life.